# Monumentul lui Ion Soltîs (Cuzmin)
Monumentul lui Ion Soltîs este un monument amplasat în Cuzmin, Unitățile Administrativ-Teritoriale din Stînga Nistrului, Republica Moldova. Este un monument istoric și de artă de importanță națională inclus în Registrul monumentelor Republicii Moldova ocrotite de stat cu nr. 228 (raionul Camenca). Datează din 1965.